# アン・オブライエン (第2代オークニー女伯爵)
第2代オークニー女伯爵アン・オブライエン（英語: Anne O'Brien, 2nd Countess of Orkney、旧姓ダグラス＝ハミルトン（Douglas-Hamilton）、1696年 – 1756年12月6日）は、スコットランド貴族。

## 生涯
初代オークニー伯爵ジョージ・ダグラス＝ハミルトンとエリザベス・ヴィリアーズの長女として生まれた。
1720年3月28日、第4代インチクィン伯爵ウィリアム・オブライエン（1777年7月18日没）と結婚、3男1女を儲けた。
- メアリー（1721年頃 – 1790年） - 第3代オークニー女伯爵
- ウィリアム（1725年 – 1727年4月4日） - 夭折
- ジョージ（1728年4月26日没） - 夭折
- マーロウ（Murrough、1741年9月20日没）

1737年1月29日に父が死去すると、オークニー女伯爵の爵位を継承した。
1756年12月7日に死去、息子全員に先立たれたため娘メアリーが爵位を継承した。